# یواس‌اس پاول همیلتون (دی‌دی-۳۰۷)
یواس‌اس پاول همیلتون (دی‌دی-۳۰۷) (به انگلیسی: USS Paul Hamilton (DD-307)) یک کشتی بود که طول آن ۳۱۴ فوت ۴ اینچ (۹۵٫۸ متر) بود. این کشتی  در سال ۱۹۱۹ ساخته شد.